# 天野七瑠
天野 七瑠（あまの なる、2月14日 - ）は、日本の元声優。株式会社Sに所属していた。熊本県出身。

## 略歴
小さい頃から声優を目指し、高校時代は演劇部や放送部で活動、大学進学と同時に上京して声優養成所で学んだ。養成所卒業後、事務所に所属し、声優デビューを果たしたが、後に退所。
2015年12月開催の第2回S新人オーディションにて特別賞を受賞し、2016年2月から株式会社S所属。同年3月にS所属後最初の仕事として、日本テレビのバラエティ番組『アイキャラ』内の企画『ひらがな男子ごじゅうおん（仮）』のプロローグ映像にイノシシ役で出演した。
2017年3月、初舞台となった『Battle Butler』にて今出舞とW主演を果たした。
2022年1月31日、ブログにて声優を引退、廃業することを発表した。

## 人物
趣味は散歩、ランニング、特技はテニス、サッカー。テニスは『テニスの王子様』が好きで始めた。
憧れの声優は代永翼。

## 出演
太字はメインキャラクター。

### テレビアニメ
- カイトアンサ（2017年、ムナゲゲ[7]）
- ACTORS -Songs Connection-（2019年、生徒、学生）
- 継つぐもも（2020年、男子生徒）
- うらみちお兄さん（2021年、子供）

### ゲーム
2016年
- Blackish House sideA→

2017年
- 茜さすセカイでキミと詠う（石川啄木）
- Blackish House ←sideZ（常盤アキト）
- 麻雀 闘牌コロシアム（シャイニー、ゴーラム）
- ひらがな男子 いつらのこゑ（あんこ）
- ドラゴンプロジェクト（リシュア）
- あやかしむすび（平かごめ）
- CARAVAN STORIES（レオミュール・オーソリオ）
- クイズRPG 魔法使いと黒猫のウィズ（ストル）

2018年
- DREAM!ing（ビアンキ由仁）
- プレカトゥスの天秤（ツツミ・ハヤト）

### 吹き替え
- LEGO Elves: エルブンデールの秘密（2017年、ティデュス[2]）

### ラジオ
※はインターネット配信。
- 天野七瑠・秋谷啓斗のバトルPark!（2017年、マンガPark※[19]）

### テレビ番組
※はインターネット配信。
- モテ福（2016年 -、テレビ埼玉）トシキ 役[3]

### 配信ドラマ
- 安全なビーナス（2020年、Paravi）ヒカル 役（声）

### 舞台
- yoppy project（長谷川美子）「Battle Butler」[4]（2017年3月8日 - 12日、六行会ホール）主演・月影楽 役[2]

### その他コンテンツ
- アイキャラ ひらがな男子ごじゅうおん（仮）（2016年、日本テレビ）イノッシー（イノシシ）[2]、ぁ、ぃ[20] 役

## ディスコグラフィ

### キャラクターソング
| 発売日         | 商品名                                                  | 歌 | 楽曲                                 | 備考                            |
| -------------- | ------------------------------------------------------- | --- | ------------------------------------ | ------------------------------- |
| 2017年10月25日 | White Nostalgia                                         | Claw Knights | 「White Nostalgia」 「Profound」     | ゲーム『CARAVAN STORIES』関連曲 |
| 2018年4月4日   | いつらのうたこゑ                                        | ち（榎木淳弥）、う（市川太一）、あんこ（天野七瑠） | 「Go up!!」                          | 『ひらがな男子』関連曲          |
| 2018年4月4日   | いつらのうたこゑ                                        | う（市川太一）、あんこ（天野七瑠） | 「Treasure Hunt」                    | 『ひらがな男子』関連曲          |
| 2018年4月4日   | いつらのうたこゑ                                        | あ（梶裕貴）、う（市川太一）、あんこ（天野七瑠） | 「Ray of Rain」                      | 『ひらがな男子』関連曲          |
| 2019年3月27日  | BLACK OUT/HAPPY ENTERTAINER 〜ゆめライブCD 黒寮VS白寮〜 | 望月悠馬（島﨑信長）、花房柳（古川慎）、新兎千里（花江夏樹）、獅子丸孝臣（内田雄馬）、針宮藤次（豊永利行）、三毛門紫音（蒼井翔太）、虎澤一生（深町寿成）、浅霧巳影（立花慎之介）、柴咲真也（山口智広）、白華時雨（小林裕介）、竜ヶ崎仁（武内駿輔）、槙千鶴（土岐隼一）、志部谷幽（畠中祐）、牛若湊（中島ヨシキ）、久磨凛太朗（柿原徹也）、ビアンキ由仁（天野七瑠） | 「TAKE A DREAM!!（特進生集合Ver.）」 | ゲーム『DREAM!ing』関連曲       |
| 2020年7月22日  | DREAM!ing ゆめライブCD side BLACK                       | 久磨凛太朗（柿原徹也）、ビアンキ由仁（天野七瑠） | 「Brave Runners」                    | ゲーム『DREAM!ing』関連曲       |

### ユニットメンバー
1. ↑  レオミュール（天野七瑠）、アルフレッド（森嶋秀太）、カイト（岩永賢之丞）、キリアン（五十嵐巧巳）